# The Buddy Holly Story (película)
The Buddy Holly Story es una película biográfica estadounidense de 1978 sobre la vida del músico de rock and roll Buddy Holly. Protagonizada por Gary Busey, Don Stroud, Charles Martin Smith, Conrad Janis, William Jordan y Maria Richwine, actriz colomboestadounidense que interpretó el papel de María Elena Holly.

## Sinopsis
Buddy Holly, un adolescente de Lubbock, Texas, emerge en el mundo del rock and roll acompañado de sus amigos, el baterista Jesse Charles y el bajista Ray Bob Simmons, formando un trío conocido como The Crickets. A partir de entonces, Buddy se convertiría en un revolucionario de la música. La película narra los acontecimientos de la vida de este músico, hasta su trágica muerte en un accidente aéreo, hecho que se popularizó como "el día que murió la música".

## Reparto
| Actor                | Papel           |
| -------------------- | --------------- |
| Gary Busey           | Buddy Holly     |
| Don Stroud           | Jesse Charles   |
| Charles Martin Smith | Ray Bob Simmons |
| Conrad Janis         | Ross Turner     |
| William Jordan       | Riley           |
| Maria Richwine       | María Elena     |
| Amy Johnston         | Cindy Lou       |
| Dick O'Neill         | Sol Gittler     |
| Fred Travalena       | Madman Mancuso  |
| Neva Patterson       | Sra. Holly      |
| Arch Johnson         | Sr. Holly       |
| John Goff            | T. J.           |
| Gloria Irizarry      | Sr. Santiago    |
| Jody Berry           | Sam             |
| Richard Kennedy      | Predicador      |
| Jim Beach            | Wilson          |
| Gailard Sartain      | The Big Bopper  |
| Albert Popwell       | Eddie Foster    |
| Paul Mooney          | Sam Cooke       |
| Freeman King         | Apollo M.C.     |
| Matthew Beard        | Luther          |
| Jerry Zaremba        | Eddie Cochran   |
| Gilbert Melgar       | Ritchie Valens  |

## Recepción
The Buddy Holly Story cuenta con una aprobación del 100% en la página Rotten Tomatoes, basada en 29 reseñas. El reconocido crítico Roger Ebert alabó la actuación de Busey y su "notable representación de Buddy Holly. Si eres un fanático de Holly y su música, te sorprenderás por la forma en la que Busey se mete en el personaje".